# Villa del Mitra
La villa del Mitra est un site archéologique situé dans la ville de Cabra, dans la province de Cordoue en Espagne,.
C'est une villa romaine datant du Ier siècle apr. J.-C.  dans ce qui était l'ancienne Igabrum romaine. Son nom vient de la découverte de la sculpture de Mithra de Cabra (es), bien que d'autres pièces comme Le Garçon au lièvre (es) et diverses mosaïques romaines aient également été découvertes.
Le 8 mars 2016, elle a été déclarée bien d'intérêt culturel en tant que zone archéologique. Des fouilles récentes ont révélé qu'il abritait un mithraeum.

## Historique

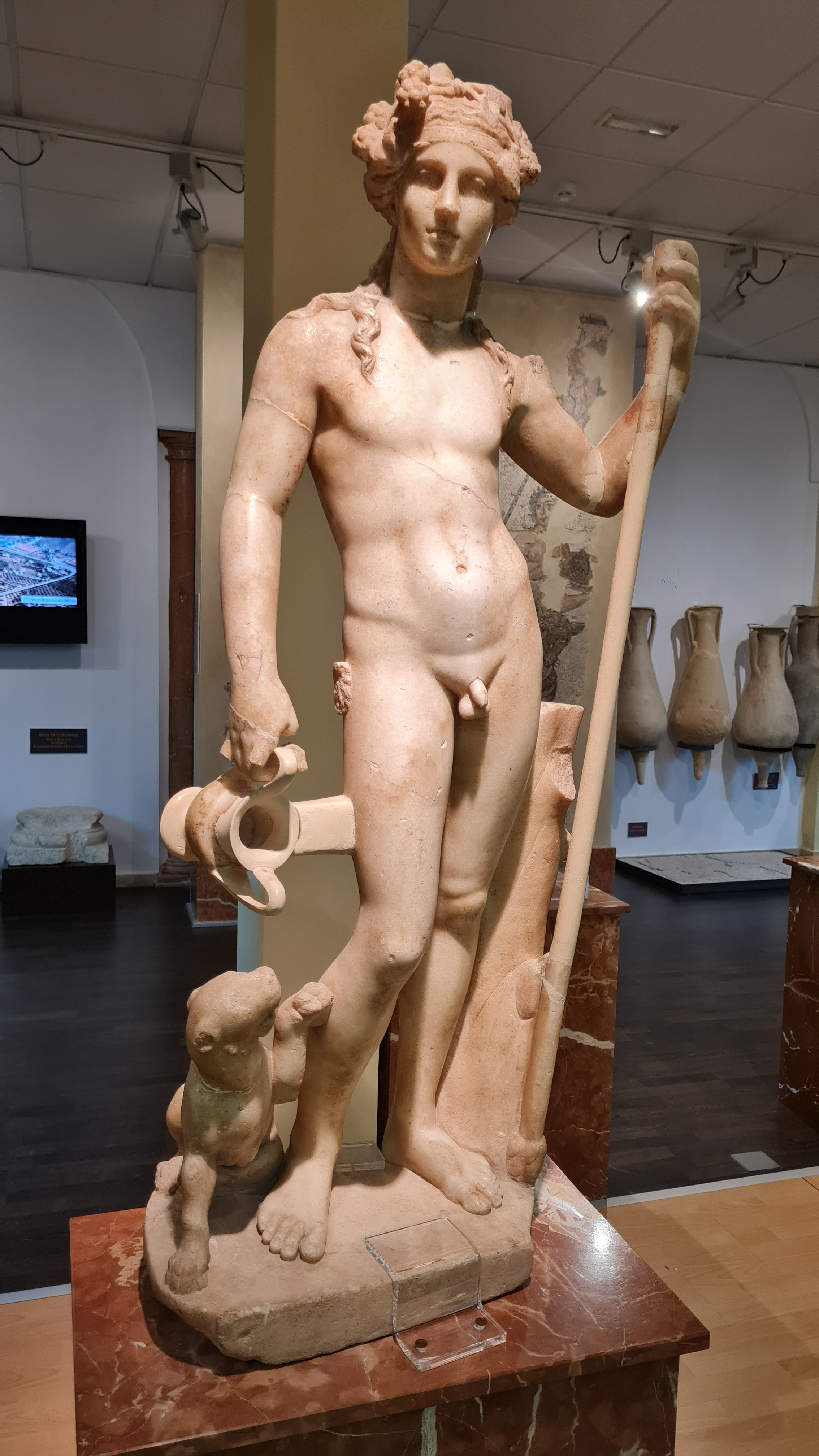
Dieu Bacchus de la Villa del Mitra. (Musée archéologique de Cabra).

Les premières traces humaines sur le site remontent après l'âge de pierre, comme le démontre la découverte d'une lame de faucille, en silex. Cependant, la villa primitive aurait été configurée au  Ier siècle, à l'époque romaine, et des rénovations très importantes ont été réalisées entre les IIIe et IVe siècles. Son emplacement était idéal, car la villa avait un accès direct à l'eau par sa proximité de la source Fuente de las Piedras. Plus tard, à la fin du IVe siècle, un niveau d'abandon fut détecté, ainsi que la documentation d'un incendie qui aurait détruit la toiture. Là encore, il existe quelques signes de présence humaine pendant la période wisigothique, notamment une nécropole ; cependant, la majorité des vestiges correspondent à la période romaine.

### Découverte

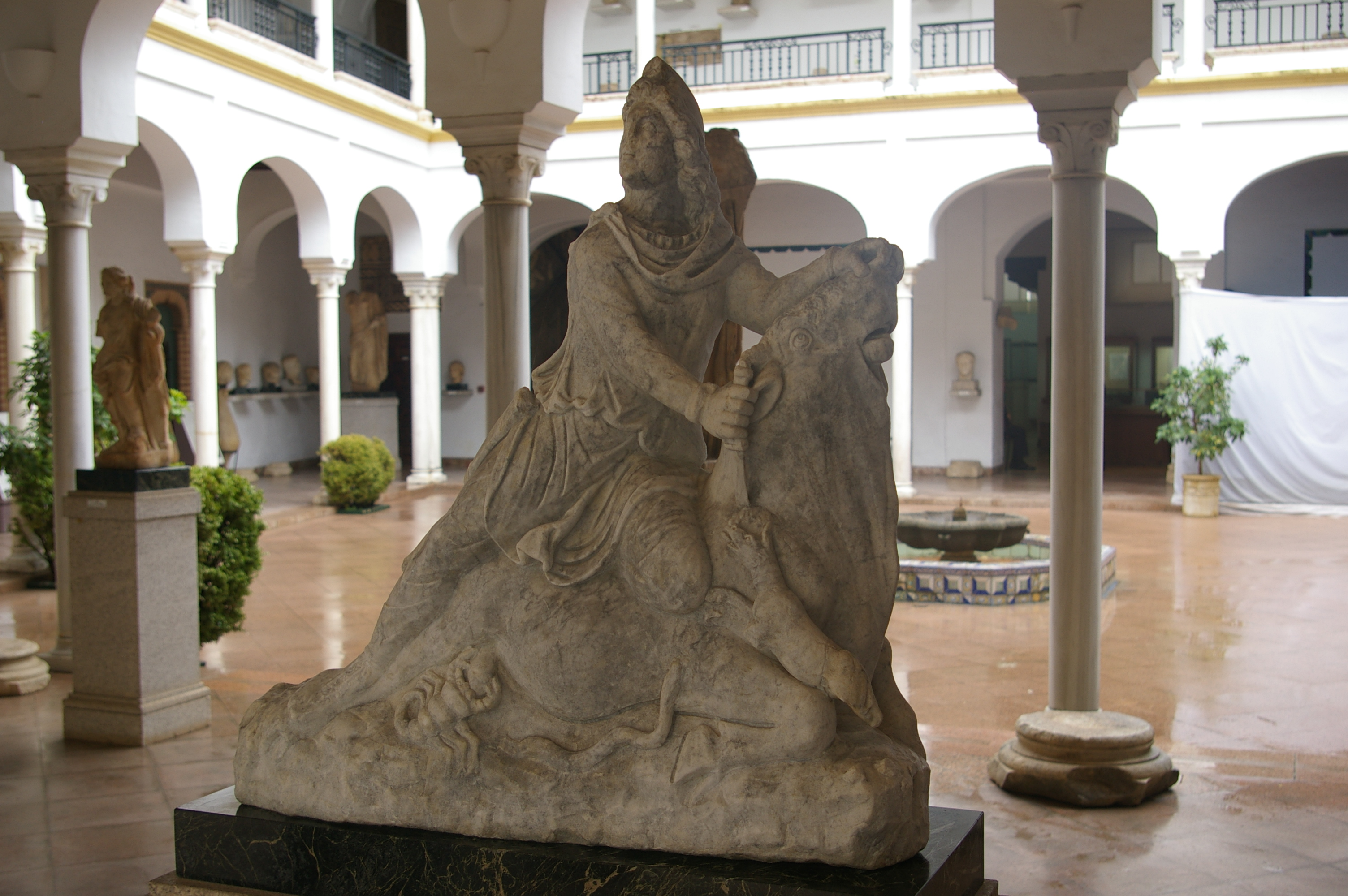
Mithra de Cabra, une statue qui indiquerait que le culte de Mithra était pratiqué dans la région.

La villa a été découverte par hasard par l'agriculteur Francisco Castro Córdoba sur ses terres dans les années 1951-1952, trouvant et exhumant lui-même quelques sculptures importantes qui ont été données aux familles Egabrense, sa récupération a donc été plus complexe. Par exemple, le Mithra de Cabra a été donné au secrétaire de la mairie, Rafael Moreno La Hoz, qui en a fait don au musée archéologique et ethnologique de Cordoue, tandis que Le Garçon au lièvre a été donné au ministre José Solís Ruiz.

### Fouilles (1972 et 1981)

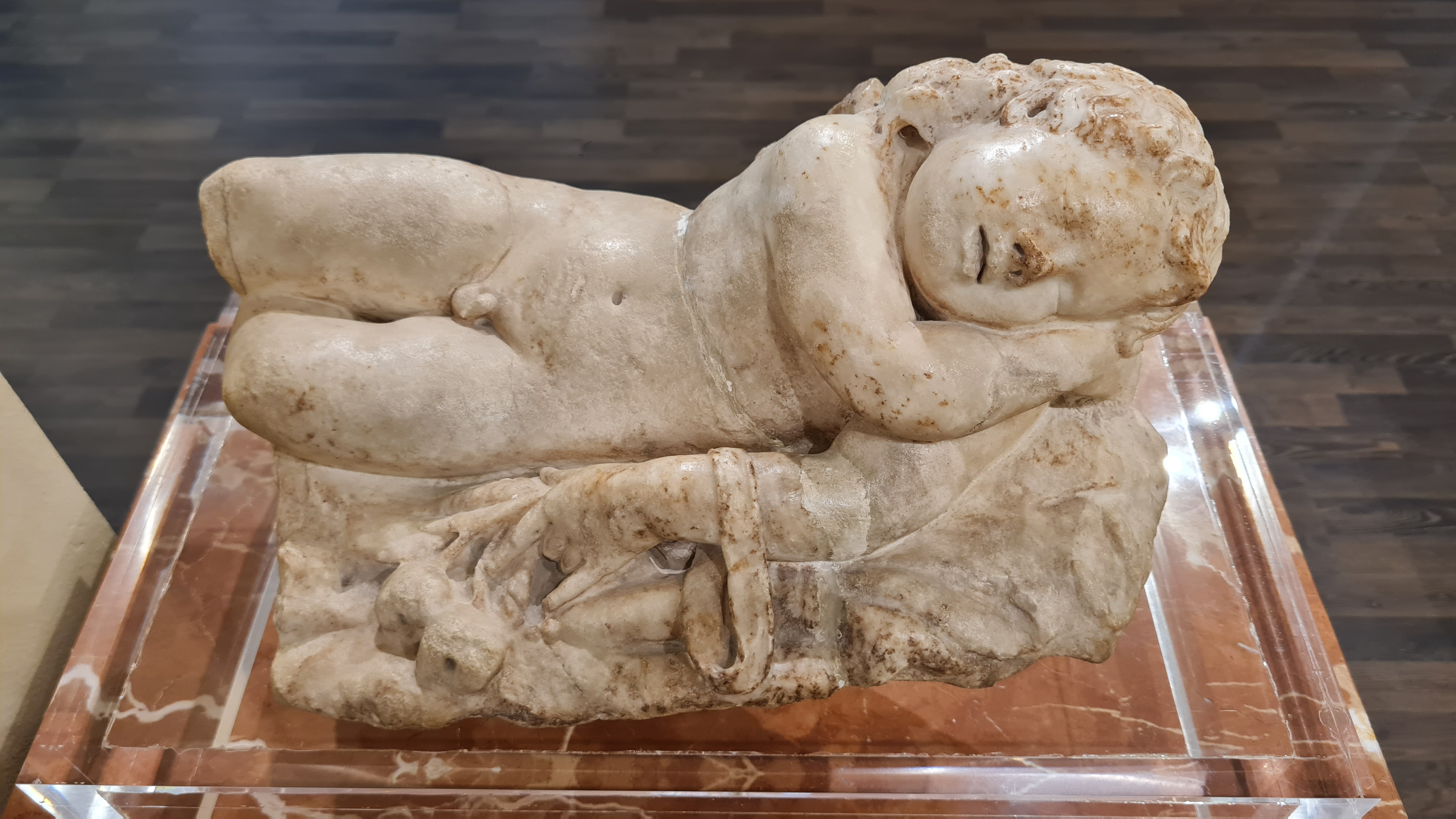
Eros endormido (Musée archéologique de Cabra).

La première fouille officielle, dirigée par Julián García García, a été réalisée en 1972-1973, découvrant une partie du plan de la villa urbaine ou pars urbana du IIIe siècle, mettant en évidence une cour fortifiée avec un étang à l'intérieur avecn, autour, différentes pièces. Les chambres étaient décorées de diverses mosaïques, la plus grande étant celle située dans le triclinium, représentant le Triomphe de Bacchus ; Outre les statues de Dionysos (restaurées dans l'atelier d'Itálica en 1973 et déclarées BIC en 1993) et d'Eros endormidio. Les mosaïques et les statues ont été extraites et transférées au musée archéologique de Cabra (es), où elles sont conservées. 

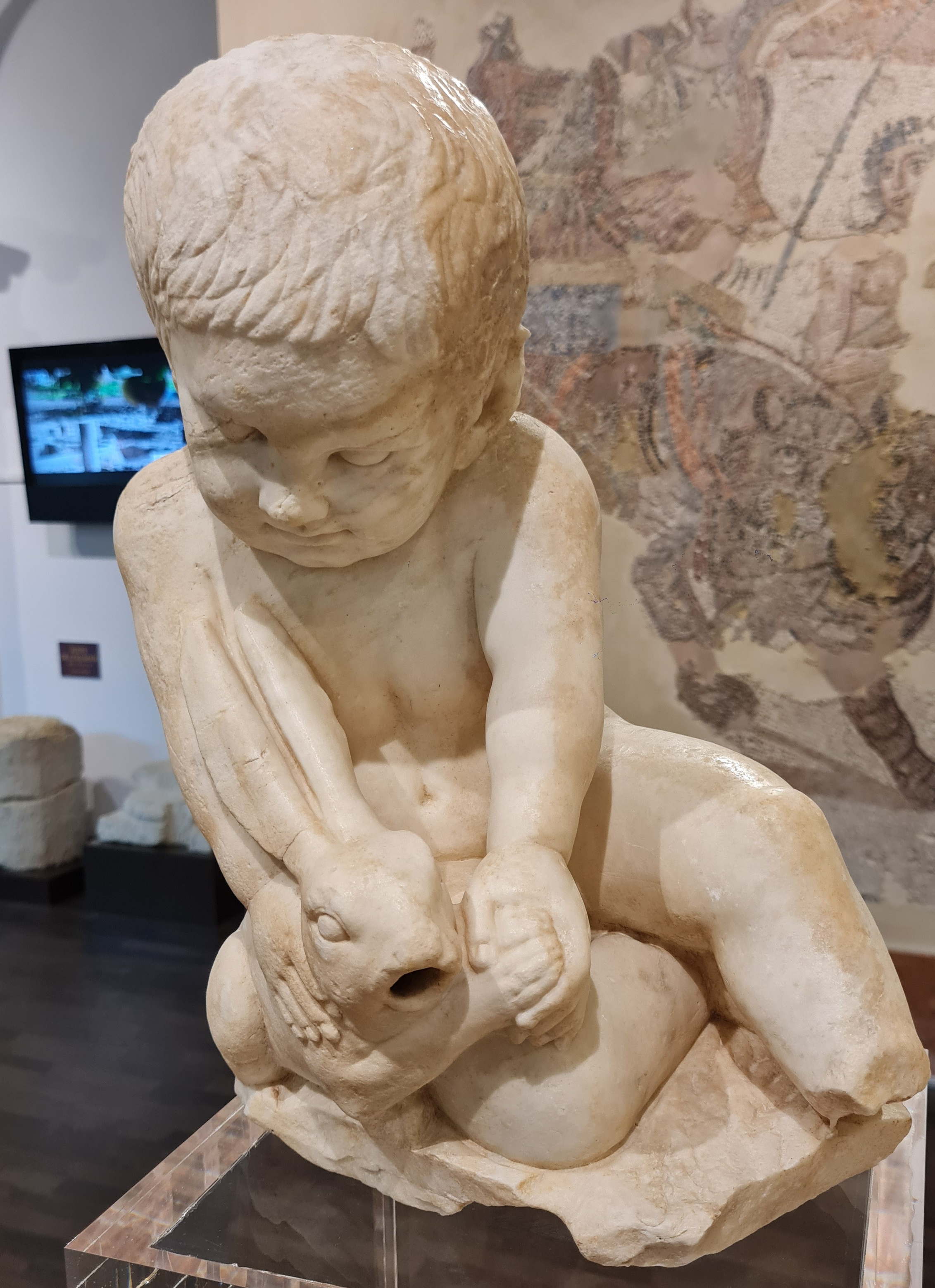
Niño con liebre (Musée archéologique de Cabra).

La deuxième fouille officielle a été réalisée en 1981, dirigée par José Luis Jiménez Salvador et Manuel Martín Bueno, et a révélé l'existence d'un hypocaustum , qui rayonnait de la chaleur sur le sol des sources chaudes de la ville. De même, trois pièces de monnaie ont été trouvées : une trouvée sous une mosaïque avec l'effigie de l'empereur Philippe l'Arabe (244), une autre avec le visage de l'empereur Dioclétien (285), et une dernière, sur les restes du toit, avec l'effigie de l'empereur Valentinien II (378), ce qui a permis de dater plus précisément le site archéologiques.

### Propriété publique
Le 16 janvier 2018, après plusieurs décennies de revendication citoyenne du site et 40 ans de location, la Mairie de Cabra a acheté aux propriétaires le terrain où se trouve la villa romaine pour une valeur de 21 000 euros, devenant finalement propriété publique. Début 2021, un nettoyage a été effectué dans la zone archéologique dans le but d'installer une nouvelle clôture métallique qui donnerait une plus grande protection au complexe, dont les travaux ont été achevés en septembre de la même année.
Durant ces travaux, un couteau de type Simancas des IVe et Ve siècles a été trouvé ; ainsi que huit briques avec l'inscription « EX OFFIC(INA) AVR(ELI) CARISI » (« Fabriqué dans l'atelier d'Aurelio Carisio »). Ces briques rejoignent d'autres trouvées en 1908 et réutilisées dans une tombe wisigothique proche de la villa romaine, ainsi que certaines provenant des fouilles de 1981, soit un total de dix-sept exemplaires. Comme le nom d'Aurelio Carisio n'a été trouvé sur aucun autre site, on suppose qu'il pourrait s'agir d'un potier de la commune ou même du dominus de la villa. 
Entre octobre 2022 et mars 2023, une campagne de fouilles a été menée pour ouvrir la villa romaine au public, découvrant en février 2023 le mithraeum de Cabra avec des restes d'os de porc, d'oiseau et de lapin répartis sur le sol. 
Depuis juin 2023, des visites guidées du site sont réalisées sur inscription à l'office de tourisme.